# ニュースに挑戦!あなたの常識
『ニュースに挑戦!あなたの常識』（ニュースにちょうせん あなたのじょうしき）は、1991年4月19日から同年7月26日までテレビ東京系列局で放送されていたテレビ東京製作のクイズ番組である。放送時間は毎週金曜 19:00 - 19:54 （日本標準時）。
毎回4組のペアで参加する8人の一般解答者たちが、ニュースを題材にしたクイズに挑戦していた視聴者参加型番組。司会は生島ヒロシと蓮舫が務めていた。
しかし、1991年4月に開始した番組の中で一番短命で終了した。